# Edifício Copan
Edifício Copan er en 140 meter høj skyskraber i São Paulo.